# Krisztus teste és szent vére
A Krisztus teste és szent vére az Oltáriszentségről szóló egyházi ének. Dallama a Tárkányi–Zsasskovszky énekkönyvből való, szövegét Simon Jukundián írta.

## Kotta és dallam
| Krisztus teste és szent vére, angyaloknak étele, Elevenen van itt jelen a kenyér- és borszínben. Boruljunk le, s megrendülve imádjuk e Fölséget, Az Oltáriszentséget. | Bár e csodát, hitünk titkát, elménk fel nem foghatja, De biztosít az igaz hit, melyre Jézus taníta. Boruljunk le… |
| A keresztfán haldokolván rejlett csak az Istenség; Itt elrejtve és elfedve Istenség és emberség. Boruljunk le…                                                        | Orvosságát, tisztulását lelkünk itt feltalálja: E nagy Szentség az üdvösség bőséges kútforrása. Boruljunk le…     |
| Szelíd Bárány! a keresztfán áldozatunk te lettél, És ezáltal szent Atyáddal nekünk békét szereztél. Boruljunk le…                                                     | Jézus vére, lelkünk bére az oltáron már nem hull; A keresztfa áldozatja itten mégis megújul. Boruljunk le…        |

## Felvételek
- SZVU 118 Krisztus teste. YouTube (2011. május 15.)  (Hozzáférés: 2017. február 2.) (audió)